# أويهان أوكونيل
أويهان أوكونيل (بالإنجليزية: Eoghan O'Connell)‏ (13 أغسطس 1995 بكورك في جمهورية أيرلندا - ) هو لاعب كرة قدم أيرلندي في مركز الدفاع. شارك مع منتخب جمهورية أيرلندا تحت 20 سنة لكرة القدم ومنتخب جمهورية أيرلندا تحت 21 سنة لكرة القدم. أما مع النوادي، فقد لعب مع أولدهام أثلتيك ونادي سلتيك ونادي كورك سيتي.

## وصلات خارجية
- أويهان أوكونيل على موقع الاتحاد الأوربي (الإنجليزية)
- أويهان أوكونيل على موقع قاعدة بيانات كرة القدم.إي يو (الإنجليزية)
- أويهان أوكونيل على موقع Soccerbase.com (لاعب) (الإنجليزية)
- أويهان أوكونيل على موقع Soccerway.com (الإنجليزية)
- أويهان أوكونيل على موقع AS.com (الإسبانية)